# Michał Sierocki
Michał Sierocki (12 de septiembre de 1999) es un deportista de Polonia que compite en atletismo. Ganó una medalla de plata en el Campeonato Europeo de Atletismo Sub-23 de 2019, en la prueba de 110 m vallas.